# آزادی، عقل و ایمان
آزادی، عقل و ایمان کتابی از محمد سروش است که در سال ۱۳۸۱ منتشر و در مراسم کتاب سال جمهوری اسلامی ایران به‌عنوان کتاب برگزیده معرفی شد.